# بيت السريحى (إب)

تعديل مصدري - تعديل

بيت السريحى هي إحدى قرى عزلة المقاطن بمديرية إب التابعة لمحافظة إب، بلغ تعداد سكانها 919 نسمة حسب تعداد اليمن لعام 2004.